# Пейзаж с цветя
„Пейзаж с цветя“ (на словашки: Krajina s kvetmi) е картина от словашкия художник Золтан (Золо) Палугяй от 1930 г.
Картината е рисувана с маслени бои върху платно и е с размери 80 x 100 cm. Този пейзаж се смята за произведението, формиращо модерното изкуство на Словакия и една от забележителните творби на художника. Благодарение на престоя си в Будапеща, Краков, Мюнхен и Париж, се запознава с модерното изкуство и съвременните световни процеси в него. Золтан Палугяй създава баладичният образ в словашкото изобразително изкуство, повлиян от психологията на Едвард Мунк и символиката на Пол Гоген, който се откроява в пейзажите му. „Пейзаж с цветя“ се превръща в емблематичен архетип за поредица от картини през 1930-те години, най-продуктивният период на художника. Формите и цветовете се комбинират по начин, подчертаващ символичното послание на картината.
Картината е част от колекцията на Националната галерия в Братислава, Словакия.